# Derryveagh Mountains
Derryveagh Mountains är en bergskedja i republiken Irland. Den ligger i grevskapet County Donegal och provinsen Ulster, i den norra delen av landet.
Derryveagh Mountains sträcker sig 6,6 km i sydvästlig-nordostlig riktning. Den högsta toppen är Dooish, 654 meter över havet.